# Front Unit d'Alliberament Nacional

Bandera de l'UNLF

El Front Unit d'Alliberament Nacional (anglès United National Liberation Front, UNLF) és un grup insurgent a l'estat de Manipur al nord-est de l'Índia i que aspira a establir un estat independent i socialista a Manipur.
Fou fundat per Areambam Samarendra Singh el 24 de novembre de 1964. Es va aliar amb els independentistes de Nagaland i Mizoram. Pel desembre de 1968 es formà la Manipuri Youth League, com a ala política. Esclataren les divisions polítiques entre Samarendra, partidari de conscienciar el poble abans d'iniciar la lluita armada i el més radical Oinam Sudhir Kumar, qui establí el Revolutionary Government of Manipur (RGM). En els anys setanta i vuitanta el FUAN reclutà nombrosos efectius i desenvolupà una intensa campanya social i de propaganda per mitjans polítics. Però l'escàs resultat que n'obtingué propicià el començament de la lluita armada el 1990 i es creà la Manipur People's Army (MPA), amb uns 400 combatents. La seva primera acció fou duta a terme el 15 de desembre de 1991 a Lamdan (districte de Churachandpur).
El 22 de maig de 1990 es va aliar amb el National Socialist Council of Nagaland (K), l'United Liberation Front of Assam i al Kuki National Army, per a fundar l' Indo-Burma Revolutionary Front (IBRF). El 1994 es dividí en dues faccions: una dirigida per R.K. Meghen Singh, alias Sana Yaima, l'altra per Namoijam Oken Singh. Finalment, el primer aconseguí la reunificació. El seu actual secretari general és K. Pambei, el cap militar és A. Wangpa, el secretari d'organització és M. Nongyai i l'encarregat de propaganda és N. Thabal.